# Cotorra (Colombie)
Pour les articles homonymes, voir Cotorra.
Cotorra est une municipalité située dans le département de Córdoba, en Colombie.